# Römisch-gallische Kriege
Als römisch-gallische Kriege werden eine Reihe kriegerischer Auseinandersetzungen zwischen dem Römischen Reich und einigen keltischen Stämmen um 400 v. Chr., die die Römer auch Gallier nannten. Die Gallier drangen von Norden nach Italien ein und versuchten mehrfach, die Stadt Rom zu erobern. Nach einigen Jahrhunderten Konflikten blieben die Römer siegreich und eroberten zunächst ehemalig keltische Gebiete in Oberitalien und schließlich Gallien im heutigen Frankreich und Belgien.

## Historischer Kontext
Einige keltische Stämme verließen gegen Ende des 5. Jahrhunderts v. Chr. ihre Siedlungsgebiete nördlich der Alpen und wanderten nach Süden. Um 400 v. Chr. erreichten sie Oberitalien und siedelten sich in der fruchtbaren Po-Ebene an und verdrängten dort die Etrusker. In römischen Quellen werden die keltischen Stämme der Senonen, Insubrer und die Boier genannt.

## Schlacht an der Allia
Um 390 v. Chr. stießen die Kelten vom Gebiet der Senonen nach Westen. Ein römisches Heer wurde in der Schlacht an der Allia vernichtend von den Kelten geschlagen. Unter ihrem Anführer Brennus eroberten die Kelten anschließend Rom und belagerten das Kapitol. Erst nach Zahlung eines Lösegeldes zogen die Kelten wieder ab. Umstritten ist, ob die Sieger mit ihrer Beute nach Hause gelangten. Nach der älteren Quelle von Polybios (2.18) schafften die Kelten den Rückzug, Titus Livius (5,49,6) zufolge habe der Römer Camillus durch einen Sieg Ehre und Wohlstand Roms wiederherstellen können.

## Kriege in Oberitalien
295 v. Chr. unterlagen die Senonen, die ein Bündnis mit Umbrern, Samniten und Etruskern eingegangen waren, erstmals den Römern. 284 v. Chr. griffen die Kelten Arretium (Arezzo) an, wo es ihnen gelang, ein römisches Heer zu schlagen. Ein Jahr später erlitten sie jedoch eine Niederlage, woraufhin die Römer Kolonien an der Adriaküste gründeten. 283 v. Chr. gelang es den Römern auch, die mit den Etruskern verbündeten Boier zu besiegen.
232 v. Chr. konfiszierte Rom das Gebiet der Senonen und teilte es unter römischen Bürgern auf. Daraufhin verbündeten sich die Boier und Insubrer gegen die Römer, denen sich unter anderem auch die Taurisker und Gaesati anschlossen. Weitere Verbündete waren die Veneter, Samniten, Etrusker und Cenomanen. In der Schlacht bei Telamon 225 v. Chr. erlitten sie eine schwere Niederlage. 222 v. Chr. besiegten die Römer erneut die Insubrer in der Schlacht von Clastidium, eroberten ihren Hauptort Mediolanum (heute Mailand) und gründeten auf dem Gebiet der Insubrer die Kolonien Placentia (heute Piacenza), Cremona und Mutina (heute Modena). Zur besseren Erschließung Oberitaliens wurde der Bau der Via Flaminia begonnen.
Als die Römer den zweiten punischen Krieg (218–201 v. Chr.) gegen Karthago führten, kämpften Keltiberer, Boier und Insubrer an Hannibals Seite, als er die Alpen überquerte und die Römer in mehreren Schlachten besiegte, bevor diese in der Schlacht von Zama 202 v. Chr. die Karthager überwältigten und aus Italien vertrieben. Nach dem Sieg bei Zama über die Karthager gingen die Römer in eine entschiedenen Aktion gegen die Kelten in Oberitalien vor. Die Römer besiegten die Insubrer 197–194 v. Chr. und die 193 v. Chr. die Boier. Mit ihrem Hauptort Bologna fiel die letzte keltische Stadt in Italien; die überlebenden Boier zogen sich in Gebiete nördlich der Alpen zurück und siedelten schließlich in dem nach ihnen benannten Böhmen. Mit der Gründung einer neuen römischen Kolonie, Bononia, und der Entsendung von mehr römischen Siedlern nach Norditalien legten die Römer die Grundlagen für die Romanisierung des ehemals keltischen Norditaliens.

## Kriege jenseits der Alpen
125 v. Chr. überquerten die Römer die Alpen und besiegten das Volk der Salluvier. Nachdem die Römer auch die Allobroger 121 v. Chr. geschlagen hatten, weiteten sie ihr Territorium weiter auf ganz Südgallien aus und gründeten eine Provinz Gallia Transalpina. 58–50 v. Chr. schließlich führte Gaius Iulius Caesar seine Truppen in den gallischen Krieg im heutigen Belgien und Frankreich.